# Калло, Калев
Калев Калло (Kalev Kallo) (6 декабря 1948, волость Тали, Пярнумаа — 30 мая 2024) — эстонский политик, депутат 9-го, 11-го, 12-го, 13-го и 14-го Рийгикогу. С 30 апреля 2015 по 2017 год председатель Таллинского городского собрания.

## Биография
Окончил Таллинское мореходное училище по специальности «судоводитель» (1970) и Таллинский политехнический институт по специальности «промышленное и гражданское строительство» (1983).
Трудовая деятельность:
- 1970—1973 моряк
- 1973—1974 Эстонское пароходство, третий помощник капитана, плавал в основном на грузовых судах между Западной Африкой и Европой
- 1974—1975 старший инженер-конструктор Производственной группы «Кооператор» Эстонской государственной железной дороги
- 1975—1979 инженер-конструктор производственного объединения «Силикаат»
- 1979—1980 заместитель директора Объединенной дирекции по строительству олимпийских объектов
- 1980—1994 заместитель начальника, главный инженер, начальник отдела капитального строительства Таллинского горисполкома (позднее Таллинский городской строительный департамент)
- 1994—1995 директор Таллинского городского строительного предприятия
- 1995 министр дорог и коммуникаций
- 1996 руководитель Таллинского транспортного управления.
- 1996—1999 вице-мэр Таллина
- 1999—2003 депутат Рийгикогу 9-го созыва (избирательный округ № 1 в Таллинне)
- 2003—2004 мэр уезда Ласнамяэ
- 2005 мэр округа Сити-Центр
- 2005—2007 вице-мэр Таллина
- 2007—2011 депутат Рийгикогу 11-го созыва (не был избран. Получил мандат 10 апреля 2007 года после того, как Эдгар Сависаар подал в отставку)
- 2011 министр транспорта и коммуникаций во втором правительстве Тийта Вяхи.
- 2011—2015 депутат Рийгикогу 12-го созыва (из всех избранных получил наименьшее количество голосов)
- 2015 депутат 13-го Рийгикогу (передал мандат Яанусу Карилайду)
- 2015—2017 председатель Таллинского городского собрания.
- 2019—2020 депутат 14-го Рийгикогу.

В 2019 году был признан виновным в посредничестве во взяточничестве, а также в пособничестве и подстрекательстве к даче и получению взяток, в незаконном финансировании политической партии. Приговор вступил в силу 30 ноября 2020 года: полтора года лишения свободы условно с двухлетним испытательным сроком, а его полномочия как депутата Рийгикогу были прекращены.
С 2009 по 2020 год член Совета Банка Эстонии.
С 1988 по 1989 год — член КПСС. С 1991 г. член Центристской партии, избирался членом правления партии и председателем совета. Президент Эстонской ассоциации бокса (2000—2008).
Орден «За заслуги перед Таллином» (2008).